# Campeonato mundial B de hockey patines masculino de 1984
El I Campeonato mundial B de hockey sobre patines masculino se celebró en Francia en 1984, con la participación de once Selecciones nacionales masculinas de hockey patines por libre inscripción.
Hasta el XXV Campeonato mundial de hockey sobre patines masculino
disputado en 1982 la inscripción de participantes era libre, llegando en la última edición a inscribirse un total de veintidós selecciones, dando lugar a varias goleadas escandalosas en función de las enormes diferencias de nivel técnico entre unas y otras. Ante esta situación el CIRH decidió reconducir el incremento de selecciones dividiendo a partir de 1984 el campeonato en dos niveles: el Campeonato A con los diez primeros clasificados en el Mundial de 1982 y el Campeonato B, en le cual podrían participar todas las selecciones que decidieran inscribirse.
Ambos campeonatos se disputaban en los años pares y quedaron vinculados entre sí por un sistema de ascensos y descensos, de forma que los tres primeros clasificados del Mundial B ascienden al siguiente Mundial A, y recíprocamente los tres últimos clasificados del Mundial A quedan relegados en la siguiente edición al Mundial B. De este modo, al finalizar el primer campeonato Mundial B, los tres primeros clasificados ascendieron al Campeonato mundial A de hockey patines masculino de 1986. Sin embargo, finalmente el subcampeón Bélgica renunció a participar y ocupó su puesto el cuarto clasificado, Angola.

## Equipos participantes
De las once selecciones nacionales participantes del torneo, cuatro son de Europa, dos de América, una de África, dos de Asia y dos de Oceanía. De las doce selecciones que en la anterior edición no obtuvieron plaza para disputar el Mundial A se inscribieron nueve, renunciando a participar las de Canadá, Guatemala y Venezuela. Por el contrario, debutó en una competición mundial la selección de Macao, entonces colonia portuguesa.

| Angola        |
| Australia     |
| Bélgica       |
| Colombia      |
| Francia       |
| Inglaterra    |
| Irlanda       |
| Japón         |
| Macao         |
| México        |
| Nueva Zelanda |

## Torneo
| Equipo        | Pts | PJ | PG | PE | PP | GF | GC  | DG   |
| ------------- | --- | -- | -- | -- | -- | -- | --- | ---- |
| Francia       | 17  | 10 | 8  | 1  | 1  | 70 | 16  | +54  |
| Bélgica       | 17  | 10 | 8  | 1  | 1  | 74 | 16  | +58  |
| Inglaterra    | 15  | 10 | 7  | 1  | 2  | 50 | 13  | +37  |
| Angola        | 14  | 10 | 6  | 2  | 2  | 61 | 17  | +44  |
| Colombia      | 13  | 10 | 6  | 1  | 3  | 45 | 29  | +16  |
| Australia     | 13  | 10 | 5  | 3  | 2  | 62 | 16  | +46  |
| Nueva Zelanda | 8   | 10 | 3  | 2  | 4  | 37 | 43  | -6   |
| México        | 7   | 10 | 3  | 1  | 6  | 38 | 49  | -11  |
| Macao         | 3   | 10 | 1  | 1  | 8  | 18 | 81  | -63  |
| Japón         | 2   | 10 | 0  | 2  | 8  | 14 | 78  | -64  |
| Irlanda       | 1   | 10 | 0  | 1  | 9  | 13 | 124 | -111 |

|               | Bandera de Irlanda | Bandera de Japón | Bandera de Portugal | Bandera de México | Bandera de Nueva Zelanda | Bandera de Australia | Bandera de Colombia | Bandera de Angola | Bandera de Inglaterra | Bandera de Bélgica | Bandera de Francia |
| ------------- | ------------------ | ---------------- | ------------------- | ----------------- | ------------------------ | -------------------- | ------------------- | ----------------- | --------------------- | ------------------ | ------------------ |
| Irlanda       |                    |                  |                     |                   |                          |                      |                     |                   |                       |                    |                    |
| Japón         | 4-4                |                  |                     |                   |                          |                      |                     |                   |                       |                    |                    |
| Macao         | 8-3                | 2-2              |                     |                   |                          |                      |                     |                   |                       |                    |                    |
| México        | 6-2                | 9-1              | 6-5                 |                   |                          |                      |                     |                   |                       |                    |                    |
| Nueva Zelanda | 14-1               | 4-2              | 4-0                 | 1-1               |                          |                      |                     |                   |                       |                    |                    |
| Australia     | 18-0               | 7-2              | 10-1                | 10-0              | 9-1                      |                      |                     |                   |                       |                    |                    |
| Colombia      | 5-1                | 11-2             | 8-0                 | 5-3               | 5-5                      | 5-2                  |                     |                   |                       |                    |                    |
| Angola        | 17-0               | 12-0             | 12-0                | 8-5               | 3-2                      | 2-2                  | 3-4                 |                   |                       |                    |                    |
| Inglaterra    | 15-0               | 9-0              | 11-1                | 3-2               | 5-0                      | 2-1                  | 2-0                 | 1-1               |                       |                    |                    |
| Bélgica       | 17-0               | 12-0             | 15-1                | 9-5               | 5-0                      | 2-2                  | 8-2                 | 1-0               | 4-1                   |                    |                    |
| Francia       | 20-2               | 8-1              | 10-0                | 5-1               | 12-6                     | 1-1                  | 3-0                 | 2-3               | 4-1                   | 5-1                |                    |

## Clasificación final
| 1. Francia       |
| 2. Bélgica       |
| 3. Inglaterra    |
| 4. Angola        |
| 5. Colombia      |
| 6. Australia     |
| 7. Nueva Zelanda |
| 8. México        |
| 9. Macao         |
| 10. Japón        |
| 11. Irlanda      |